# Parafia św. Floriana w Gartatowicach
Parafia św. Floriana w Gartatowicach – parafia rzymskokatolicka, znajdująca się w diecezji kieleckiej, w dekanacie pińczowskim.